# 115년 안티오키아 지진
115년 안티오키아 지진는 115년경 안티오키아 인근에서 발생한 대지진이다. 당시 지진의 표면파 규모는 Ms7.5, 수정 메르칼리 진도 계급으로 지진의 진도는 XI로 추정된다. 지진으로 안티오키아와 인근 지역은 큰 인명, 재산 피해가 발생하고 황폐화되었다. 또한 지진으로 국지적인 지진해일도 발생해 카이세리아 마리티마 항구가 심각한 피해를 입었다. 당시 로마 황제였던 트라야누스와 후계자 하드리아누스도 파르티아 원정 도중 지진에 휩쓸렸다. 지진으로 집정관 마르쿠스 페도 베르길리아누스가 사망했지만 황제와 나머지 원정단은 가벼운 부상만 입고 탈출했으며, 지진 이후 도시 재건을 지시했다.

## 지질학적 특성
안티오키아 지역은 아프리카판과 아라비아판의 주 변환 단층인 사해 변환 단층의 북쪽 끝이자 아나톨리아판과 아라비아판이 서로 부딪히는 동아나톨리아 단층의 서남쪽 끄트머리, 아나톨리아판과 아프리카판이 서로 부딪히는 키프로스호 3개 경계가 서로 만나는 삼중합점 바로 인근에 있다. 안티오키아는 아미크 분지의 한 부분인 안타키아분지에 있는데, 이 분지는 플리오세부터 현재까지 퇴적된 충적 퇴적물로 쌓여 있다. 지난 2천년간 안티오키아 지역은 여러 차례 큰 지진의 영향을 받았다.
사해 변환 단층의 북쪽 부분을 시추한 결과에 따르면 서기 100년경 이후부터 미샤프 분절에서 세 차례 지진이 발생했으며, 이 중 가장 이른 시기에 발생한 지진이 115년 안티오키아 지진과 관련이 있는 것으로 추정된다.

## 피해
지진으로 약 26만명이 사망했다. 안티오키아와 다프네, 아파메아 시가지는 거의 완전히 파괴되었다. 나무는 뿌리뽑혀 쓰러졌고, 사람들은 길바닥에 쓰러졌다. 로마 황제였던 트리야누스는 자기 집 잔해에 갇혔으나 경미한 부상만 입고 탈출했다.
작가 디오 카시우스가 저술한 《로마사》에서는 지진 상황을 자세히 설명하고 있다. 당시 안티오키아는 트리야누스가 겨울을 날 곳으로 정해서 로마 제국 각지에서 온 군인들과 민간인들로 붐볐다고 서술했다. 큰 굉음과 함께 지진이 일어났고, 이어서 땅이 심하게 흔들렸다. 많은 주민들과 나무들이 공중으로 떠올라 큰 부상을 입었다. 많은 이들이 떨어지는 파편에 맞아 사망했고 잔해에 갇힌 사람들도 많았다. 지진 이후 며칠간 계속된 여진으로 생존자 중 일부도 사망했고 잔해에 갇힌 사람들도 아사했다. 트리야누스는 창문을 통해 집밖으로 탈출하는데 성공해 경미한 부상만 입었다. 여진 위험으로 트리야누스는 부하들을 대리고 히포드롬으로 이동해 그곳에서 지냈다.
아파메아 시가지도 지진으로 파괴되었고, 베이루트도 큰 피해를 입었다. 지진으로 쓰나미도 발생해 레바논 해안 지역을 덮쳤으며 특히 카이세리아와 야브네에 큰 쓰나미 피해가 있었다. 카이세리아 마리티마 항구는 항구 밖에서 발견된 0.5 m 두께의 지진해일 퇴적물 연대 분석을 근거로 하면 쓰나미로 파괴되었을 가능성이 높다.

## 여파
트리야누스는 지진 이후 안티오키아의 복구를 지시했지만 실제로 복구 작업이 끝난 해는 하드리아누스 시기로 추정된다. 트리야누스는 도시 재건을 기념해 새 극장에 에우티키데스의 티케 동상을 세웠다. 안티오키아에서 발견된 거의 대부분의 모자이크 유적도 115년 지진 이후 만들어진 물건이다.

## 같이 보기
- 526년 안티오키아 지진
- 1872년 아미크 지진
- 2023년 튀르키예-시리아 지진
- 튀르키예의 지진 목록
- 레반트의 지진 목록
- 역사지진 목록
- 지진해일 목록